# Arco compuesto

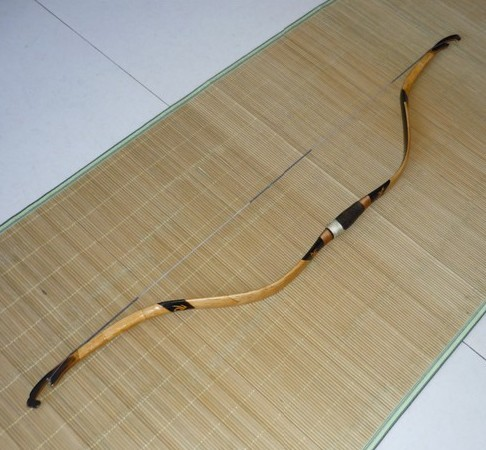
Reconstrucción, por el arquero chino Gao Xiang, de un arco de Kaiyuan, de la Dinastía Ming. Es un arco compuesto realizado con asta, bambú y tendón.

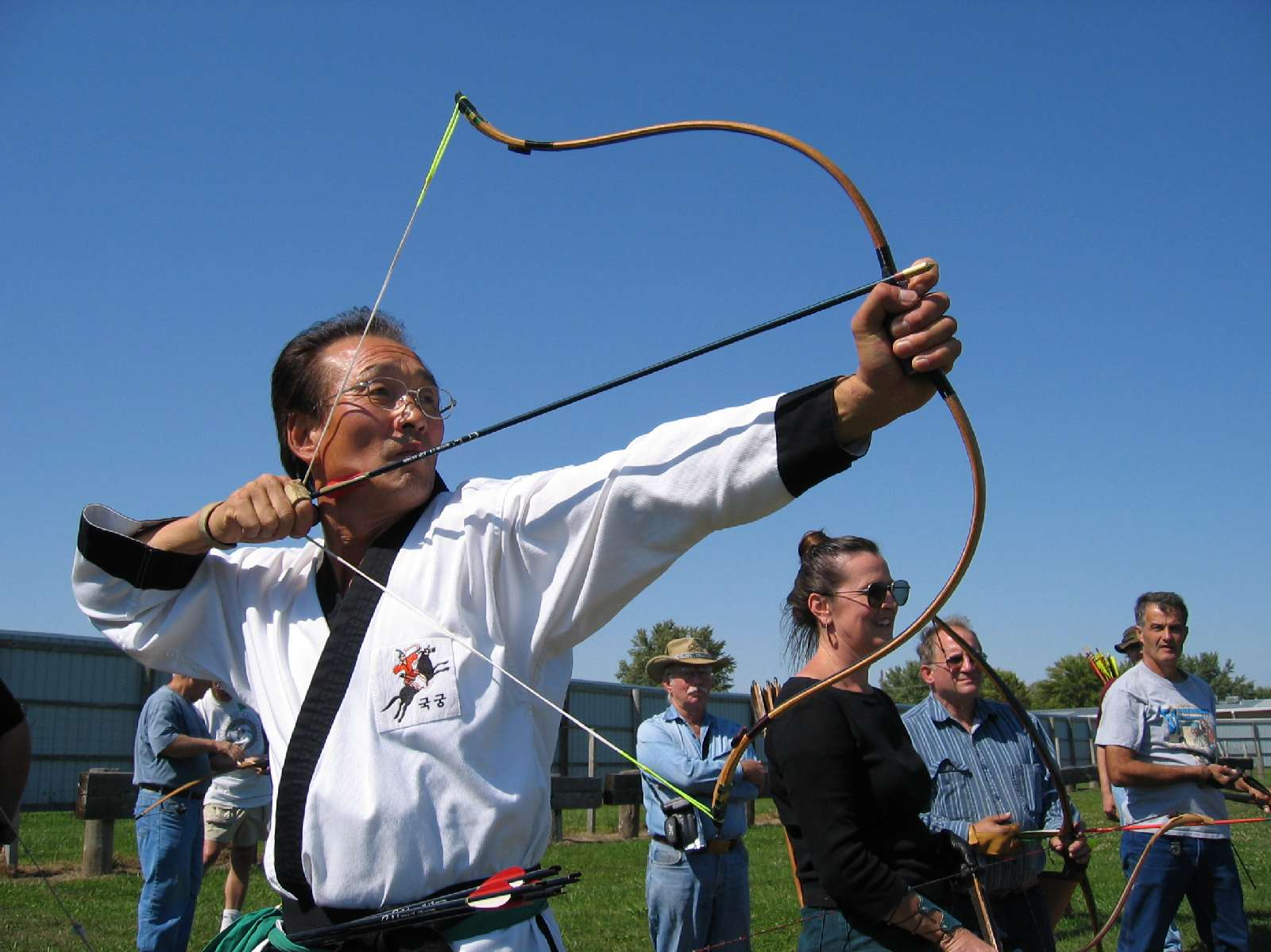
El maestro Heon Kim disparando un arco compuesto coreano actual.

Un arco compuesto es un tipo de arco utilizado desde la más remota Antigüedad. Se le llama compuesto porque contrariamente a los arcos monolíticos (fabricados en un solo cuerpo de un solo material, por ejemplo la madera) su cuerpo, palas y empuñadura están compuestos por una sucesión de láminas de diferentes materiales. Tradicionalmente estas láminas estaban encoladas alternativamente unas sobre las otras formando tres capas. Tradicionalmente la lámina central suele ser de madera (en Europa y Mesopotamia) o de bambú (en Extremo Oriente). La lámina interior del arco, la que está cara al arquero, suele ser de hueso o asta y la lámina exterior suele estar hecha de tendones. Hoy en día se utilizan otros materiales, como una alternancia de madera y fibra de carbono o de vidrio. En los arcos de la Antigüedad el método más habitual de fabricación consistía en encolar una lámina de asta en el interior del arco, frente al arquero, y una de tendón en el exterior, ambas encerrando una lámina central de madera. Su primer uso registrado fue en la Batalla de Megido.
Suele usarse, erróneamente, el término «arco compuesto» para designar al arco de poleas, inventado en el siglo XX. Esto se debe a que el término en inglés para el arco de poleas, Compound bow, ha sido traducido por numerosos arqueros hispanohablantes mediante el calco «arco compuesto» cuando en realidad, en inglés, el arco compuesto se traduce como Composite bow.

## Orígenes y evolución histórica
El arco compuesto fue perfeccionado interminablemente desde sus orígenes en el segundo milenio antes de Cristo hasta el siglo XVII por pueblos centroasiáticos y del Medio Oriente. Tenía mucha más potencia que cualquier arco monolítico y era más ligero, pero también bastante más costoso y frágil. A finales del Paleolítico se empleaba el arco sencillo o «arco monolítico», por estar constituido de una única pieza de madera. Con el curso del tiempo los arcos monolíticos se fueron desarrollando de forma cada vez más eficaz, como el arco largo inglés, pero el arco compuesto está un escalón por encima en cuanto a complejidad: su cuerpo no está hecho de una sola pieza, sino de varios materiales que, combinando sus propiedades mecánicas, aseguran una potencia y alcance mucho mayores que las del arco monolítico.

## Estructura
Un arco compuesto posee un alma de madera, revestida con asta, normalmente de búfalo o cabra, al interior del arco, y al exterior con tendón. Las tres partes están encoladas con pegamentos de origen animal, y su unión, reforzada con tiras de cuero o bandas de corteza mojada que, al secarse, se contrae y refuerza la unión.
Al tensar la cuerda, el cuerpo se dobla y el asta del vientre se comprime, mientras que los tendones del dorso se estiran. Las propiedades mecánicas de ambos materiales conspiran entonces para devolver el arco a su posición inicial: el asta comprimida, con un elevado coeficiente de restitución, busca expandirse, mientras que el tendón estirado procura contraerse, con una fuerza cuatro veces superior que la de la madera sola. Al soltar la cuerda, la energía acumulada es mayor que si el arco fuera de un solo material, y la velocidad de propulsión de la flecha es también superior. El núcleo de madera proporciona la forma del arco y el soporte para el adhesivo, pero juega un papel menor en su acción física.
Los arcos compuestos más elaborados tienen una forma invertida: sin tender, su curvatura es inversa a la que adoptan al ser encordados. De este modo, el mero acto de colocar la cuerda ya fuerza la estructura del arco, cargándolo de energía potencial; al tensarlo se le da aún más fuerza de propulsión.

## Ventajas y desventajas
El alcance efectivo en combate de un arco simple empleado en masa oscila en torno a los 175-200 m, mientras que el del compuesto ronda los 300 m. Aunque en ambos casos las distancias en combate normalmente debían ser mucho menores, 60-150 m más o menos, con una cadencia de seis disparos por minuto.
Sin embargo, no todo son ventajas: el arco compuesto era un arma muy elaborada; un buen arco tardaba un año en completarse, para dar tiempo al adecuado secado de la cola. Por otro lado, estos arcos eran muy sensibles a la humedad, que afectaba al pegamento orgánico. Probablemente por ello los arcos compuestos no fueron populares en la Europa húmeda, alcanzando su máximo desarrollo entre los pueblos euroasiáticos y del Próximo Oriente.